# Wissam Joubran

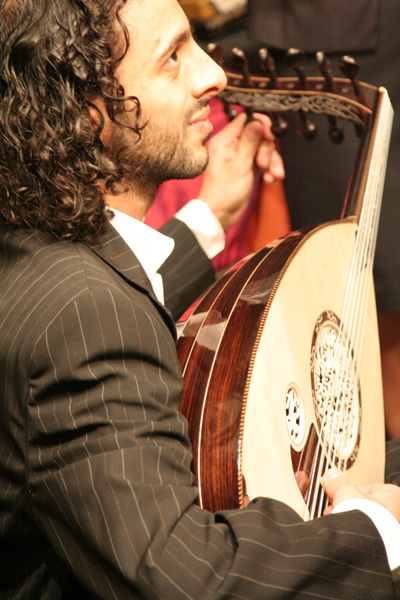
Wissam Joubran

Wissam Joubran (* 19. Februar 1983 in Nazareth) ist ein israelischer Komponist, Oud-Spieler und Oud-Bauer. Er gehört zur arabischen Minderheit in Israel.

## Leben
Joubran wurde in Nazareth in Galiläa als drittes Kind des Oud-Bauers Hatem Joubran geboren. Seine Brüder Samir Joubran und Adnan Joubran sind ebenfalls Oud-Spieler.
Den ersten Unterricht auf der Oud erhielt er ab seinem 5. Lebensjahr von seinem Vater, bis er als Schüler am Konservatorium von Nazareth aufgenommen wurde. Im Alter von neun Jahren gab er zusammen mit seinem Bruder Samir die ersten öffentlichen Konzerte, mit zwölf Jahren konzertierte er zusammen mit seinem Bruder in Paris. 2001 erhielt er als erster arabischer Student ein Diplom am renommierten Antonio-Stradivari-Konservatorium in Cremona.
Wie sein Vater ist Wissam Joubran Instrumentenbauer und stellt sowohl Instrumente für das Trio Joubran her als auch für andere Musiker speziell nach deren Anforderungen.
2003 kam sein erstes Album Tamaas heraus, das er zusammen mit seinem Bruder Samir aufgenommen hat. 2004 folgte unter dem Namen Le Trio Joubran das Album Randana, an dem auch der jüngste der Joubran-Brüder, Adnan Joubran, beteiligt ist. Das Trio gastiert inzwischen auf internationalen Bühnen wie der Carnegie Hall in New York. 2007 kam das Album Majâz heraus, aus dem die Filmmusik zu dem Film Adieu Gary von 2009 des französischen Regisseurs Nassim Amaouche stammt.
In seinem jüngsten Album, das in Europa unter dem Etikett Weltmusik vermarktet wird, wird das Trio von dem Perkussionisten Youssef Hbeisch begleitet.

## Diskographie
- Tamaas (2003)
- Randana (2005)
- Majâz (2007)
- A l'Ombre des mots (2009)
- Le Dernier Vol (2009)

## Auszeichnung
Im Jahr 2009 gewann er den arabischen Muhr award, Dubai International Film Festival
- Bester Soundtrack für Adieu Gary, unter der Regie von Nassim Amaouche